# Mânio Aquílio (cônsul em 101 a.C.)
Mânio Aquílio (m. 88 a.C.; em latim: Manius Aquillius) foi um político da gente Aquília da República Romana eleito cônsul em 101 a.C. com Caio Mário. Era filho de Mânio Aquílio, cônsul em 129 a.C.. Foi um dos generais que derrotou os insurgentes durante guerra servil e foi capturado e executado durante sua campanha contra Mitrídates VI do Ponto.

## Carreira
Foi triúnviro monetalis no início da década de 110 a.C.. Durante a campanha eleitoral para o quarto consulado de Mário, Aquílio assumiu o comando do exército que vigiava os invasores cimbros enquanto Mário não voltava para reassumir o comando pessoalmente.[carece de fontes?]
Foi eleito cônsul em 101 a.C. com Caio Mário, já em seu quinto mandato consecutivo. Aquílio foi o general responsável por sufocar a revolta dos escravos na Sicília (104–100 a.C.), liderada pelo cilício Atenião. Depois de pacificar completamente a região, Aquílio retornou a Roma em 100 a.C. para celebrar uma ovação.
Em 98 a.C., o tribuno da plebe Lúcio Fúfio o acusou-o de má administração na Sicília e, no processo que seguiu, foi defendido por Marco Antônio Orador: com a falta de provas substanciais de sua culpa, foi absolvido em consideração ao seu valor na Guerra Servil.

## Primeira Guerra Mitridática
Em 89 a.C., foi enviado para a Ásia como legado para conduzir a guerra contra Mitrídates VI, do Reino do Ponto, e seus aliados. Foi derrotado na Batalha de Protofáquio (ou "Batalha do Monte Escorobas") juntamente com seu aliado Nicomedes IV, do Reino da Bitínia, e foi capturado pouco depois pelos habitantes de Mitilene, em Lesbos, que o entregaram a Mitrídates, que o tratou de forma desumana e o executou despejando ouro derretido em sua garganta.